# Yascha Mounk

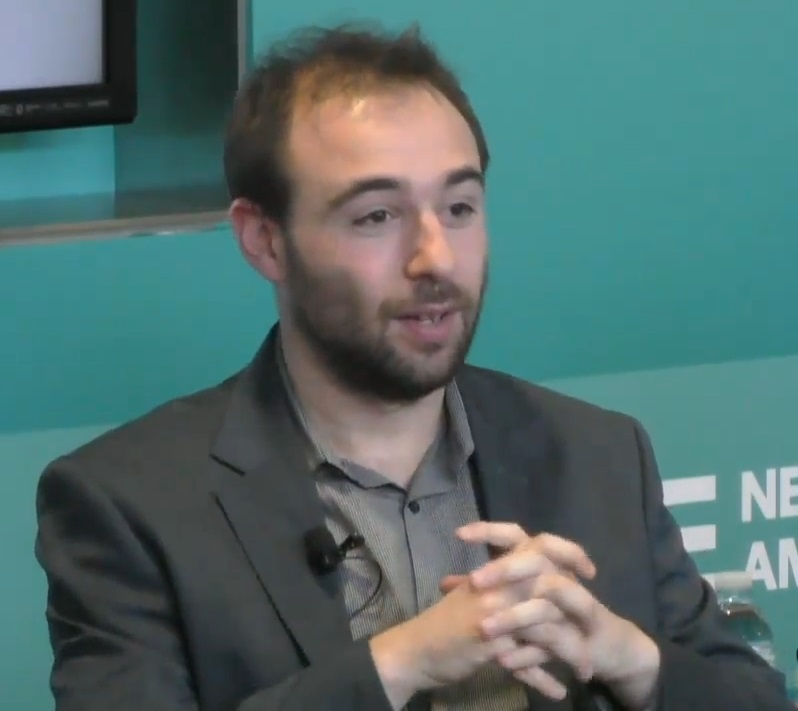
Yascha Mounk, 2016

Yascha Mounk (München, 6 oktober 1982) is een Duits-Amerikaanse universitair hoofddocent  politieke wetenschappen aan de Harvard-universiteit. In zijn boek The People vs. Democracy uit hij zijn bezorgdheid over de opkomst van het populisme en de roep om sterke leiders, zoals Donald Trump, Recep Tayyip Erdoğan en Viktor Orbán. Zij dreigen volgens hem de liberale democratie af te breken door democratische instituties, zoals de rechtspraak en de vrije pers, te ondermijnen. Vanwege zijn baanbrekende gedachtegoed wordt Mounk wel de Piketty van de politicologie genoemd.

## Levensloop
Yascha Mounk werd in 1982 in München geboren. Zijn Joodse moeder is in 1969 uit Polen vertrokken uit angst voor het oplaaiende antisemitisme. Mounk zelf voelde zich altijd een vreemdeling in eigen land en nooit als echte Duitser geaccepteerd.
Op zijn eerste schooldag, in het stadje Laupheim, kreeg Mounk tijdens de godsdienstles de vraag of hij "evangelisch" (lutheraans) was of rooms-katholiek. Hij antwoordde dat hij Joods was. De hele schoolklas barstte in lachen uit, zo schrijft Mounk in zijn boek Stranger in my own country (Vreemdeling in eigen land). Een klasgenoot zou hebben geroepen dat er helemaal geen Joden meer waren in Duitsland.
Gaandeweg leerde hij om te gaan met onwetendheid en afwijzing en ontwikkelde hij zelfs een gevoel van trots op  zijn godsdienst. Lastiger vond hij het filosemitisme te verdragen; om als levend bewijs te fungeren van de welwillende houding van de goegemeente tegenover de Joden.
Uiteindelijk vertrok hij naar Engeland en  behaalde een BA Geschiedenis en een MPhil Politieke filosofie aan Trinity College (Cambridge). Daarna vervolgde hij zijn studie in de Verenigde Staten, waar hij op een studentenvisum verbleef. Hij was extra voorzichtig om geen overtredingen tegen de wet te begaan. Zelfs het bordje "Verboden het gras te betreden" boezemde hem angst in. Hij was beducht om, net als duizenden andere immigranten, problemen met de autoriteiten te krijgen.
In 2017 werd hij Amerikaans staatsburger, want hij vond het hoog tijd om zijn stem tegen Donald Trump  te laten horen.

Op de dag dat hij genaturaliseerd zou worden, droeg hij een protest button uit de Vietnamtijd, waarop stond: "Er komt een tijd dat zwijgen verraad betekent". Eenmaal Amerikaan geworden sloot hij zich meteen aan bij een demonstratie in Boston om te protesteren tegen het uitzetten van immigranten.
Mounck is hoogleraar politieke wetenschappen aan de Harvard-universiteit. Daarnaast schrijft hij frequent voor de Wall Street Journal, Foreign Affairs, The Nation en Die Zeit.
In de Verenigde Staten voelt Mounk, die zichzelf als niet religieus bestempelt, zich geen buitenstaander meer en daarmee vrij. "De plek waar het er niet meer toe doet of je een Duitser bent of een Jood en waar je je gewoon thuis voelt. Dat is voor mij New York."

## Liberale democratie in gevaar
In 2018 verscheen zijn boek The People vs. Democracy: Why Our Freedom Is in Danger and How to Save It (Het volk versus de Democratie: Waarom onze vrijheid in gevaar is en hoe we haar kunnen behouden).
De liberale democratie is, volgens Mounk, gegrondvest op twee pijlers: de wil van het volk en bescherming van  individuele vrijheden. Hij constateert dat in sommige landen rechten worden uitgehold (zoals in Turkije door Erdogan). Wanneer er geen vrije verkiezingen plaatsvinden en de oppositie onderdrukt wordt, ontstaan er autocratieën.
Daarnaast ziet hij de macht die supranationale organisaties hebben, zoals de Europese Unie met haar niet-gekozen Commissie, de Eurogroep en de Europese Centrale Bank. Zij hebben geen democratische legitimiteit, want zij zijn niet door het volk gekozen.
Mounk spreekt van een crisis in de huidige liberale democratie door de opkomst van het populisme. Hij waarschuwt ervoor dat de mensen te snel gewend zijn aan vreedzame tijden, waarin het (nog) normaal is dat je van gedachten wisselt via democratische instituties en de rechtsstaat onbedreigd lijkt.

## Opkomst populisme
Na de val van de Berlijnse Muur leek er een nieuw tijdperk aan te breken met vrije democratieën als Hongarije en Polen. Mounk constateert dat in deze landen inmiddels de onafhankelijkheid van de rechtspraak en de vrijheid van meningsuiting onder druk staan. Overal in de wereld is het populisme in opkomst en de verkiezing van Donald Trump is, volgens hem, een voorbeeld van de behoefte aan een sterke leider.
Yascha Mounk heeft een studie verricht naar de houding van mensen in de Verenigde Staten ten opzichte van het politieke systeem.

Twee derde van de ouderen, die geboren zijn tussen 1930 en 1940, noemen de democratie de allerbelangrijkste staatsvorm. Van de millennials daarentegen zegt  slechts een derde te hechten aan de democratie. Twintig jaar geleden gaf één op de zestien Amerikanen aan behoefte te hebben aan een militair leiderschap. Tegenwoordig is dat één op de zes.  Het zijn, volgens Mounk,  gevaarlijke tijden, omdat we het gevecht om de rechtsstaat kunnen verliezen.
Hij ziet drie oorzaken voor de opkomst van het populisme. Ten eerste de economische stagnatie voor gewone mensen die gewend waren aan een voortdurende inkomensgroei. Tussen 1960 en 1985 verdubbelde het gemiddelde inkomen, maar daarna zakte de groei in. Men was gewend het beter te doen dan de vorige generatie. In 2019 constateert de burger, dat zijn kinderen het minder zullen hebben dan hij zelf. Dit veroorzaakt het nodige verzet.
De meeste samenlevingen waren tot voor kort mono-etnisch, waarbij één bevolkingsgroep overheerste. De laatste decennia zijn er steeds meer immigranten gekomen  die om gelijkberechtiging vragen en niet gediscrimineerd wensen te worden. En dat is, zegt Mounk, de tweede oorzaak van de opkomst van het populisme.
De sociale media noemt hij als derde factor. Media als Facebook en Twitter werden vijf jaar geleden nog juichend binnengehaald. Nu ziet Mounk ze als gevaar voor de democratie. Aan de ene kant verkleinen ze de kloof tussen de elite en de basis, maar tegelijkertijd creëren zij ruimte voor haatzaaiende, extreem rechtse bewegingen, die het politieke systeem ondergraven.  
Mounk komt met een aantal oplossingen  om het opkomende populisme een halt toe te roepen. In landen, waar de populisten al aan de macht zijn, is zijn advies om een proteststem te laten horen. Volgens hem claimen de populisten altijd dat zij het volk zijn. Laat dan op straat zien, zegt hij, dat ze jou niet vertegenwoordigen. Hij wijst op Zuid-Korea, waar door de protesten van meer dan 2 miljoen mensen, een zittende president in de gevangenis terecht kwam.

Ook pleit hij ervoor je aan te sluiten bij een politieke beweging en de populisten bij de stembus te verslaan. Ten slotte pleit hij ervoor om moed te tonen, het juiste te doen en je te committeren, nu het nog kan. Alles doen wat je kunt om de liberale democratie te beschermen.